# Den vítězství (film)
Den vítězství (v originále Indigènes) je alžírsko-belgicko-francouzsko-marocký hraný film z roku 2006, který režíroval Rachid Bouchareb podle vlastního scénáře. Snímek měl světovou premiéru na filmovém festivalu v Cannes dne 25. května 2006. 

## Děj
V roce 1943, poté co se Spojenci vylodili v Alžírsku a Maroku, byla z obyvatel francouzských kolonií v severní Africe zformována Armáda osvobození (Armée de la Libération). Film zachycuje válku v Evropě od Itálie až k Alsasku očima tří alžírských střelců a jednoho marockého vojáka. Válka jim přináší deziluzi tváří v tvář diskriminaci, ale také vznik politického uvědomění a naděje.

## Obsazení
| Jamel Debbouze           | Saïd Otmani                      |
| Samy Naceri              | Yassir                           |
| Roschdy Zem              | Messaoud Souni                   |
| Bernard Blancan          | seržant Roger Martinez           |
| Sami Bouajila            | kaprál Abdelkader                |
| Antoine Chappey          | plukovník                        |
| Assaâd Bouab             | Larbi, mladší bratr Yassira      |
| Aurélie Eltvedt          | Irène                            |
| Benoît Giros             | kapitán Durieux                  |
| Mathieu Simonet          | kaprál Leroux                    |
| Mélanie Laurentová       | Marguerite z vesnice ve Vogézách |
| Thibault de Montalembert | kapitán Martin                   |
| Thomas Lanqmann          | novinář                          |
| Diouc Koma               | Touré                            |
| Philippe Beglia          | Rambert                          |
| Momo Debbouze            | Djellal                          |
| Abdelkim Bouchareb       | Ahmed                            |
| Abdelhamid Idjaini       | Omar                             |

## Ocenění
- Filmový festival v Cannes: Cena za mužský herecký výkon - udělena kolektivně (Sami Bouajila, Jamel Debbouze, Samy Naceri, Roschdy Zem a Bernard Blancan), Cena Françoise-Chalaise (Rachid Bouchareb)
- Mezinárodní filmový festival Chicago: Zvláštní cena poroty (Silver Hugo), Cena diváků
- Mezinárodní filmový festival Valladolid: Cena diváků
- National Board of Review: Top 5 zahraničních filmů
- Étoile d'or du cinéma français: nejlepší francouzský film (spolu s Lady Chatterleyová)
- César: nejlepší scénář (Rachid Bouchareb a Olivier Lorelle); nominace v kategoriích nejlepší film, César za nejlepší režii (Rachid Bouchareb), César za nejlepší hudbu (Armand Amar), César za nejlepší kameru (Patrick Blossier), César za nejlepší výpravu (Dominique Drouet), César za nejlepší zvuk (Olivier Hespel, Olivier Walczak, Franck Rubio a Thomas Gauder), César za nejlepší střih (Yannick Kergoat), César za nejlepší kostýmy (Michèle Richer)
- Lumières: nejlepší scénář (Rachid Bouchareb a Olivier Lorelle)
- Oscar: nominace na nejlepší cizojazyčný film
- Independent Spirit Awards: nominace na nejlepší zahraniční film
- NAACP Image Awards: nominace na nejlepší zahraniční nebo nezávislý film
- Filmové ceny Critics' Choice: nominace na nejlepší cizojazyčný film